# میکاییل‌آباد
میکاییل‌آباد یک روستا در ایران است که در دهستان سنجبد جنوبی واقع شده‌است. میکاییل‌آباد ۷۰ نفر جمعیت دارد.